# Callicarpa erioclona
Callicarpa erioclona là một loài thực vật có hoa trong họ Hoa môi. Loài này được Schauer mô tả khoa học đầu tiên năm 1847.